# 山下明生
山下 明生（やました はるお、1937年3月11日 - ）は、日本の児童文学作家、翻訳家。

## 来歴・人物
東京生まれ、瀬戸内海の広島県能美島で育つ。
広島県立大柿高等学校を経て京都大学文学部仏文学科卒業後、上京してあかね書房へ入社。同社の児童書編集の傍ら、乙骨淑子、奥田継夫、掛川恭子、八木田宜子とともに同人誌「こだま」に参加した事を機に創作活動に専念。
1973年『うみのしろうま』で野間児童文芸推奨作品賞、1975年『はんぶんちょうだい』で小学館文学賞、1983年『まつげの海のひこうせん』で絵本にっぽん大賞、1986年『海のコウモリ』で赤い鳥文学賞、1992年『カモメの家』で野間児童文芸賞、日本児童文学者協会賞、1993年同作で路傍の石文学賞受賞、『バーバパパ』シリーズの翻訳でも有名。
2004年紫綬褒章受章。野間児童文芸賞選考委員。

## 著書
- 『そらをとんだきかんしゃ』（偕成社） 1970
- 『かいぞくオネション』（偕成社） 1970
- 『うみのしろうま』（実業之日本社） 1972
- 『島ひきおに』（偕成社） 1973
- 『はんぶんちょうだい』（小学館） 1974
- 『しっぽなしさん』（偕成社） 1974
- 『いたずらぎつねおさん』（あかね書房、新作絵本日本の民話） 1975
- 『いきんぼの海』（あかね書房） 1976.2、のち文庫
- 『やかましやかまし』（小学館、創作民話シリーズ） 1976.7
- 『てがみをください』（文研出版） 1976.12
- 『まほうつかいのなんきょくさん』（講談社） 1976.8
- 『ダイコン船海をゆく ほか 海をめぐる話』（家の光協会、日本の民話） 1977.3
- 『なきむしどうし』（ポプラ社） 1977.3
- 『ふとんかいすいよく』（あかね書房） 1977.8、のち文庫
- 『ひかりのゆびわ』（偕成社） 1977.11
- 『むしばがすっぽん』（旺文社） 1977.12
- 『うみをあげるよ』（秋書房） 1977.12
- 『ダッテちゃん』（あかね書房） 1977.12
- 『たこぼうやのたこあげ』（偕成社） 1978.4
- 『なづけのにいちゃん』（PHP研究所） 1978.7
- 『ありんこぞう』（小峰書店） 1979.3
- 『たんじょうびのにおい』（理論社） 1979.5
- 『たこぼうやとぶらんこ』（偕成社） 1979.8
- 『はまべのいす』（あかね書房） 1979.12
- 『カモメがくれた三かくのうみ』（秋書房） 1980.8
- 『海のしろうま』（理論社） 1980.11、のちフォア文庫
- 『へんてこ島がありました』（童心社） 1981.1、のちフォア文庫
- 『どろんこロン』（佼成出版社） 1981.2
- 『ダッくんのてんきよほう』（講談社） 1981.5
- 『たんていタコタン』（あかね書房） 1981.9
- 『屋根うらべやにきた魚』（岩波書店） 1981.10
- 『ひらがなむし』（小学館） 1981.12
- 『ねずみのでんしゃ』（ひさかたチャイルド） 1982.10
- 『まつげの海のひこうせん』（偕成社） 1983.1
- 『ねずみのかいすいよく』（ひさかたチャイルド） 1983.6
- 『お父さんのかさはこの子です』（ひくまの出版） 1984.5
- 『ねずみのいもほり』（ひさかたチャイルド） 1984.8
- 『海のコウモリ』（理論社） 1985.5
- 『うみぼうやとうみぼうず』（のら書店） 1985.7
- 『ねずみのさかなつり』（ひさかたチャイルド） 1986.1
- 『うみぼうやと月うさぎ』（のら書店） 1986.4
- 『島ひきおにとケンムン』（偕成社） 1986.8
- 『さんまのさんすう』（理論社） 1986.9
- 『うみべをはしるちかてつジョリ』（あかね書房） 1987.10
- 『海の中から電話です』（偕成社、山下明生・海のどうわ） 1988.6
- 『みんなでうみへいきました』（ポプラ社） 1989.12
- 『みんなでそらをとびました』（ポプラ社） 1991.5
- 『カモメの家』（理論社） 1991.11
- 『サメのサメザメ』（講談社） 1992.2
- 『どらせんせい『たべちゃいたーい』のまき』（ひさかたチャイルド） 1992.3
- 『どらせんせい『にげたさかなはおおきい』のまき』（ひさかたチャイルド） 1993.5
- 『みんなでかぜになりました』（ポプラ社） 1993.10
- 『いやいやの木』（あかね書房） 1993.12
- 『ばいばいようちゃん』（童心社） 1994.7
- 『はるいちばんのおきゃくさま』（ポプラ社） 1994.10
- 『オラ、ウーたん!』（偕成社） 1994.12
- 『ぎゅっぎゅっぎゅっとだっこして』（ポプラ社） 1995.2
- 『100ねんたってもともだちさ』（ポプラ社） 1995.8
- 『「えへんおほん」の大ぼうけん』（文渓堂） 1996.1
- 『海のたんすパーティー』（学習研究社） 1996.6
- 『左ききのネコ』（ポプラ社） 1997.4
- 『まほうのプールにおはいんなさい』（ポプラ社） 1997.5
- 『どらせんせい『どっちがすき?』のまき』（ひさかたチャイルド） 1997.8
- 『ようかいれっしゃ』（学習研究社） 1997.10
- 『みたいみたいみてみたい』（フレーベル館） 1998.7
- 『犬とあるけば』（学習研究社） 1999.9
- 『きつねのぼんおどり』（解放出版社） 2000.6
- 『海をかっとばせ』（偕成社） 2000.7
- 『うみぼうやとかぜばんば』（のら書店） 2000.7
- 『ホラーハウスは海からいっぷん』（学習研究社） 2000.12
- 『わたしのクジラくん』（佼成出版社） 2001.6
- 『ありがとうをわすれると』（学習研究社） 2002.3
- 『海のやくそく』（佼成出版社） 2002.6
- 『ケンムン・ケンとあそんだ海』（大日本図書） 2002.7
- 『海へでる道』（あかね書房、渡辺三郎+山下明生えほん 1） 2002.12
- 『いいゆめを』（ポプラ社） 2003.5
- 『遠めがねの海』（アリス館） 2004.9
- 『かっとびジャック おかねはこびのまき』（ポプラ社） 2004.9
- 『はるかな島のものがたり』（童心社） 2004.9
- 『かいぞくオンタマがやってくる』（岩崎書店） 2007.4
- 『いいたびボンボン』（ポプラ社、渡辺三郎+山下明生えほん2） 2007.7
- 『うみのポストくん』（教育画劇） 2007.7
- 『かっとびジャック ツリーはこびのまき』（ポプラ社） 2007.10
- 『ポケットきょうりゅうサイコロンクス』（佼成出版社） 2008.4
- 『ごくらくちょうちょ』（BL出版） 2008.9
- 『みなとのチビチャーナ』（講談社） 2009.7
- 『なんかのケロくん』（のら書店） 2010.6

### 「かえるえんみどりぐみ」
- 『いまなんじ とけいのえほん』（あかね書房、かえるえんみどりぐみ） 1979.12
- 『あいうえおてがみ ことばのえほん』（あかね書房、かえるえんみどりぐみ） 1980.12
- 『あぶないあぶない せいかつのえほん』（あかね書房、かえるえんみどりぐみ） 1981.10
- 『おはようさよならありがとう あいさつのえほん』（あかね書房、かえるえんみどりぐみ） 1982.10
- 『かぞえてみましょう かずのえほん』（あかね書房、かえるえんみどりぐみ） 1984.2

### 「山下明生の空とぶ学校」
- 『たまご+うんち=いくら』（理論社、山下明生の空とぶ学校 さんすう） 1995.7
- 『まめだまめまめだみつまめだ』（理論社、山下明生の空とぶ学校 こくご） 1995.7
- 『メロンのメロディー』（理論社、山下明生の空とぶ学校 おんがく） 1996.7
- 『小さなUFOヤドカタツムリ』（理論社、山下明生の空とぶ学校） 1997.10
- 『ペンギンおよぎすいすい』（理論社、山下明生の空とぶ学校 たいいく） 1999.6
- 『ごぜん2じのにじ』（理論社、山下明生の空とぶ学校 ずこう） 2000.9
- 『ひらがなむしぶんぶん』（理論社、山下明生の空とぶ学校 こくご） 2002.3

### 共著
- 『宝島へのパスポート 子どもの本はいま』（今江祥智, 上野瞭共著、解放出版社） 1998.8
- 『おめでとうのおはなし』（角野栄子, 斉藤洋共著、講談社） 2009.4

## 翻訳
- 『野ねずみハツラツは消防士』（ジャン・ウォール、モーリス・センダック画、あかね書房） 1978.4
- 『マリールイズとクリストフ』（ナタリー・サヴェジ・カールソン、佑学社） 1979.6
- 『野ねずみハツラツ六つのぼうけん』（J・ウォール、あかね書房） 1980.10
- 『子いぬのかいかたしってるかい?』（モーリス=センダック、マシュー=マーゴーリス、偕成社） 1980.11
- 『きょうりゅう谷は大ピンチ』（ジョーン・ローリー・ニクソン、佑学社） 1984.5
- 『しらないひと』（チェル・リンギィ、あかね書房） 1984.11
- 『どうだいかすだろ!』（アンソニー・ブラウン、あかね書房） 1985.3
- 『すきですゴリラ』（アントニー・ブラウン、あかね書房） 1985.12
- 『けんかしちゃだめ! かんじゃだめ!』（エルサ・H・ミナリック、佑学社） 1986.8
- 『クラック!』（ギレーン・パケン=バック、あすなろ書房） 1987.11
- 『ジョージのがっこう』（ポール・ボロフスキー、佑学社） 1991.4
- 『ひとまねこざるのABC』（H・A・レイ、岩波書店） 1992.6
- 『まにあいませんよサンタさん!』（ルシール・パウニー、文渓堂） 1993.11
- 『ピリピリケーキ号のおかしな航海』（ポール・コックス、リブロポート） 1994.7
- 『あるばんあるねこ…』（イワン・ポモー、フレーベル館） 1996.2
- 『マスラン・パンパンこいをする』（ジドル、のら書店） 1996.4
- 『ささやき貝の秘密』（ヒュー・ロフティング、岩波書店、岩波少年文庫） 1996.6
- 『ゆくえふめいのミルクやさん』（ロジャー・デュボアザン、童話館出版） 1997.11
- 『ネズの木通りのがらくたさわぎ』（リリアン・ムーア、童話館出版） 1998.12
- 『ペンギンくん、せかいをまわる』（M・レイ, H・A・レイ、岩波書店） 2000.11
- 『A・B・C ジョージとあそぼう』（H・A・レイ、岩波書店） 2001.12
- 『おしゃれだいすきエリエットひめ』（クリスチーヌ・ノーマン・ビールマン、佼成出版社） 2003.11
- 『おしゃぶりだいすきニーナちゃん』（クリスチーヌ・ノーマン・ビールマン、佼成出版社） 2003.11
- 『はる・なつ・あき・ふゆ いろいろのいえ』（ロジャー・デュボアザン、BL出版） 2007.4
- 『海がやってきた』（アルビン・トレッセルト、BL出版） 2007.7

### 「バーバパパ」シリーズ
- 『おばけのバーバパパ』（アネット・チゾン、テイラス・テイラ、偕成社） 1972
- 『バーバパパたびにでる』（講談社、講談社のバーバパパえほん） 1975
- 『バーバパパのいえさがし』（講談社、講談社のバーバパパえほん） 1975
- 『バーバパパのはこぶね』（講談社、講談社のバーバパパえほん） 1975
- 『バーバパパのがっこう』（講談社、講談社のバーバパパえほん） 1976.6
- 『バーバパパのがっこう』（講談社、講談社のバーバパパえほん） 1976.6
- 『バーバパパのだいサーカス』（講談社、講談社のバーバパパえほん） 1979.2
- 『バーバパパのプレゼント』（講談社、講談社のバーバパパえほん） 1982.11
- 『バーバパパのしまづくり』（講談社、講談社のバーバパパえほん） 1992.9
- 『バーバパパのなつやすみ』（講談社、講談社のバーバパパえほん） 1995.3
- 『バーバパパかせいへいく』（講談社、講談社のバーバパパえほん） 2005.10

#### バーバパパ・ミニえほん
- 『バーバパパのアフリカいき』（講談社、バーバパパ・ミニえほん 1） 1976.8
- 『バーバパパのこもりうた』（講談社、バーバパパ・ミニえほん 2） 1976.8
- 『バーバパパのジュースづくり』（講談社、バーバパパ・ミニえほん 3） 1976.8
- 『バーバパパのおんがくかい』（講談社、パーバパパ・ミニえほん 4） 1976.8
- 『バーバパパうみにでる』（講談社、バーバパパ・ミニえほん 5） 1976.8
- 『バーバパパののみたいじ』（講談社、バーバパパ・ミニえほん 6） 1976.8
- 『バーバパパのふうせんりょこう』（講談社、バーバパパ・ミニえほん 7） 1977.4
- 『バーバモジャのおしゃれ』（講談社、バーバパパ・ミニえほん 8） 1977.4
- 『バーバズーとまいごのたまご』（講談社、バーバパパ・ミニえほん 9） 1977.4
- 『バーバママのかわいいこうし』（講談社、バーバパパ・ミニえほん 10） 1977.5
- 『バーバパパのたんじょうび』（講談社、バーバパパ・ミニえほん 11） 1977.5
- 『バーバパパのクリスマス』（講談社、バーバパパ・ミニえほん 12） 1977.5
- 『バーバズーのすてきなおんしつ』（講談社、バーバパパ・ミニえほん 13） 1979.4
- 『バーバベルのレースあみ』（講談社、バーバパパ・ミニえほん 14） 1979.4
- 『バーバリブほんをつくる』（講談社、バーバパパ・ミニえほん 15） 1979.4
- 『バーバブラボーのかじやさん』（講談社、バーバパパ・ミニえほん 16） 1979.4
- 『バーバパパのすいしゃごや』（講談社、バーバパパ・ミニえほん 17） 1979.4
- 『バーバモジャのつぼつくり』（講談社、バーバパパ・ミニえほん） 1979.4
- 『バーバズーのひつじかい』（講談社、バーバパパ・ミニえほん） 1985.3
- 『バーバパパのしんじゅとり』（講談社、バーバパパ・ミニえほん） 1985.3
- 『バーバピカリのとけいやさん』（講談社、バーバパパ・ミニえほん） 1985.3
- 『バーバママのだいくさん』（講談社、バーバパパ・ミニえほん 22） 1993.10
- 『バーバララのびんづくり』（講談社、バーバパパ・ミニえほん 23） 1993.10
- 『バーバパパのがっきやさん』（講談社、バーバパパ・ミニえほん） 1993.10

#### バーバパパ・知識のえほん
- 『バーバパパのいろあそび』（講談社、バーバパパ・知識のえほん） 1996.4
- 『バーバパパのABC』（講談社、バーバパパ・知識のえほん） 1996.4
- 『バーバパパのかずのほん』（講談社、バーバパパ・知識のえほん） 1996.5
- 『バーバパパのかたちさがし』（講談社、バーバパパ・知識のえほん） 1996.5
- 『バーバパパのめいろのたび』（講談社、バーバパパ・知識のえほん） 1996.6
- 『バーバパパのちえあそび』（講談社、バーバパパ・知識のえほん） 1996.8

#### バーバパパ世界をまわる
- 『バーバパパのどうぶつさがし』（講談社、バーバパパ世界をまわる 1） 1999.11
- 『バーバパパとうみがめのおやこ』（講談社、バーバパパ世界をまわる 2） 1999.11
- 『バーバパパときえたこぐま』（講談社、バーバパパ世界をまわる 3） 2000.2
- 『バーバパパのパンダさがし』（講談社、バーバパパ世界をまわる 4） 2000.2
- 『バーバパパのさんごしょうたんけん』（講談社、バーバパパ世界をまわる 5） 2000.3
- 『バーバパパペンギンのくにへ』（講談社、バーバパパ世界をまわる 6） 2000.3

### ビル・ピート
- 『アライグマじいさんと15ひきのなかまたち』（ビル・ピート、佼成出版社） 1981.9
- 『のらねことぽんこつじどうしゃ』（ビル・ピート、佼成出版社） 1981.10
- 『おんぼろきかんしゃモクモク』（ビル・ピート、佼成出版社） 1981.11
- 『まほうにかかったいたずらグマ』（ビル・ピート、佼成出版社） 1981.12
- 『アリくんとゾウさん』（ビル・ピート、佼成出版社） 1982.1
- 『にげだしたどんじりかしゃ』（ビル・ピート、佼成出版社） 1982.2
- 『ちいさなリスのだいりょこう』（ビル・ピート、佼成出版社） 1982.3
- 『こしぬけうまのだいかつやく』（ビル・ピート、佼成出版社） 1982.4
- 『ひとりぼっちのでかウサギ』（ビル・ピート、佼成出版社） 1982.5
- 『ライオンたちはコチコチびょう』（ビル・ピート、佼成出版社） 1982.6
- 『こんなどうぶつうそほんと?!』（ビル・ピート、佼成出版社） 1984.8
- 『イーライじいさんのすてきなともだち』（ビル・ピート、佼成出版社） 1986.2

### 「おばけのガス」シリーズ
- 『おばけのガスとネズミくん』（ジーン=セイヤー、偕成社） 1982.3
- 『おばけのガスのはくぶつかん』（ジーン=セイヤー、偕成社） 1982.3
- 『おばけのガスとあかちゃんおばけ』（ジーン=セイヤー、偕成社） 1982.10
- 『おばけのガスのいたずら大さくせん』（ジーン=セイヤー、偕成社） 1982.10
- 『おばけのガスのクリスマス』（ジーン=セイヤー、偕成社） 1982.11

### ミッシェル・ゲ
- 『おおかみのクリスマス』（ミッシェル・ゲイ、佑学社） 1982.12
- 『ペンギンぼうやビブンデ』（ミッシェル=ゲ、講談社） 1986.7
- 『ペンギンぼうやのびっくりプレゼント』（ミッシェル=ゲ、講談社） 1987.7
- 『だっこままとだっこちゃん』（ミッシェル・ゲ、リブロポート） 1993.2
- 『ビブンデぼうやのおいしゃさん』（ミッシェル・ゲ、講談社） 1993.10

### 「ぼくとパパのえほん」シリーズ
- 『パパねてる』（アラン・ル・ソー、ほるぷ出版、ぼくとパパのえほん） 1993.4
- 『パパおひげそってる』（アラン・ル・ソー、ほるぷ出版、ぼくとパパのえほん） 1993.4
- 『パパとおうさまごっこ』（アラン・ル・ソー、ほるぷ出版、ぼくとパパのえほん） 1993.5
- 『パパのかげ』（アラン・ル・ソー、ほるぷ出版、ぼくとパパのえほん） 1993.5
- 『パパくんくんしてる』（アラン・ル・ソー、ほるぷ出版、ぼくとパパのえほん） 1993.6
- 『パパはおよいでる』（アラン・ル・ソー、ほるぷ出版、ぼくとパパのえほん） 1993.6
- 『パパびょうきだね』（アラン・ル・ソー、ほるぷ出版、ぼくとパパのえほん） 1993.7
- 『パパはちくちくする』（アラン・ル・ソー、ほるぷ出版、ぼくとパパのえほん） 1993.7
- 『パパちゅうする』（アラン・ル・ソー、ほるぷ出版、ぼくとパパのえほん） 1993.8
- 『パパとぼくうさぎ』（アラン・ル・ソー、ほるぷ出版、ぼくとパパのえほん） 1993.8

### 「カロリーヌ」シリーズ

#### カロリーヌとゆかいな8ひき
- 『カロリーヌキャンプにいく』（ピエール・プロブスト、BL出版、カロリーヌとゆかいな8ひき） 1998
- 『カロリーヌのゆきあそび』（ピエール・プロブスト、BL出版、カロリーヌとゆかいな8ひき） 1998
- 『カロリーヌうみへいく』（ピエール・プロブスト、BL出版、カロリーヌとゆかいな8ひき） 1998
- 『カロリーヌのだいサーカス』（ピエール・プロブスト、BL出版、カロリーヌとゆかいな8ひき） 1998
- 『カロリーヌむかしのくにへ』（ピエール・プロブスト、BL出版、カロリーヌとゆかいな8ひき） 1998
- 『カロリーヌつきへいく』（ピエール・プロブスト、BL出版、カロリーヌとゆかいな8ひき） 1998
- 『カロリーヌパリへいく』（ピエール・プロブスト、BL出版、カロリーヌとゆかいな8ひき） 1998
- 『カロリーヌはめいたんてい』（ピエール・プロブスト、BL出版、カロリーヌとゆかいな8ひき） 1998
- 『カロリーヌぼくじょうへいく』（ピエール・プロブスト、BL出版、カロリーヌとゆかいな8ひき） 1999
- 『カロリーヌとふねのたび』（ピエール・プロブスト、BL出版、カロリーヌとゆかいな8ひき） 1999
- 『カロリーヌインドへいく』（ピエール・プロブスト、BL出版、カロリーヌとゆかいな8ひき） 1999
- 『カロリーヌのサイクリング』（ピエール・プロブスト、BL出版、カロリーヌとゆかいな8ひき） 1999
- 『カロリーヌのクリスマス』（ピエール・プロブスト、BL出版、カロリーヌとゆかいな8ひき） 1999
- 『カロリーヌのだいパーティー』（ピエール・プロブスト、BL出版、カロリーヌとゆかいな8ひき） 1999
- 『カロリーヌのじどうしゃレース』（ピエール・プロブスト、BL出版、カロリーヌとゆかいな8ひき） 1999
- 『カロリーヌといなかのべっそう』（ピエール・プロブスト、BL出版、カロリーヌとゆかいな8ひき） 1999
- 『カロリーヌとなぞのいし』（ピエール・プロブスト、BL出版、カロリーヌとゆかいな8ひき） 1999
- 『カロリーヌカナダへいく』（ピエール・プロブスト、BL出版、カロリーヌとゆかいな8ひき） 1999
- 『カロリーヌとおしごとロボット』（ピエール・プロブスト、BL出版、カロリーヌとゆかいな8ひき） 1999
- 『カロリーヌほっきょくへいく』（ピエール・プロブスト、BL出版、カロリーヌとゆかいな8ひき） 1999
- 『カロリーヌのガリバーりょこう』（ピエール・プロブスト、BL出版、カロリーヌとゆかいな8ひき） 1999
- 『カロリーヌのひっこし』（ピエール・プロブスト、BL出版、カロリーヌとゆかいな8ひき） 2000
- 『カロリーヌとやどなしさん』（ピエール・プロブスト、BL出版、カロリーヌとゆかいな8ひき） 2000
- 『カロリーヌエジプトへいく』（ピエール・プロブスト、BL出版、カロリーヌとゆかいな8ひき） 2000
- 『カロリーヌとブムせんにん』（ピエール・プロブスト、BL出版、カロリーヌとゆかいな8ひき） 2000
- 『カロリーヌのうじょうへいく』（ピエール・プロブスト、BL出版、カロリーヌとゆかいな8ひき） 2000
- 『カロリーヌのカーニバル』（ピエール・プロブスト、BL出版、カロリーヌとゆかいな8ひき） 2000
- 『カロリーヌとおうさまケーキ』（ピエール・プロブスト、BL出版、カロリーヌとゆかいな8ひき） 2000
- 『カロリーヌとなぞのしま』（ピエール・プロブスト、BL出版、カロリーヌとゆかいな8ひき） 2000
- 『カロリーヌとびょうきのティトス』（ピエール・プロブスト、BL出版、カロリーヌとゆかいな8ひき） 2000
- 『カロリーヌうまにのる』（ピエール・プロブスト、BL出版、カロリーヌとゆかいな8ひき） 2000
- 『カロリーヌはめいコーチ』（ピエール・プロブスト、BL出版、カロリーヌとゆかいな8ひき） 2009
- 『カロリーヌとまほうのやさい』（ピエール・プロブスト、BL出版、カロリーヌとゆかいな8ひき） 2009
- 『カロリーヌとネスこのゆうれい』（ピエール・プロブスト、BL出版、カロリーヌとゆかいな8ひき） 2009
- 『カロリーヌはベビーシッター』（ピエール・プロブスト、BL出版、カロリーヌとゆかいな8ひき） 2009
- 『カロリーヌえいがをとる』（ピエール・プロブスト、BL出版、カロリーヌとゆかいな8ひき） 2009

#### カロリーヌプチえほん
- 『カロリーヌとユピー いっしょにあそぼう』（ピエール・プロブスト、BL出版、カロリーヌプチえほん） 2004
- 『プフとノワローたのしいキャンプ』（ピエール・プロブスト、BL出版、カロリーヌプチえほん） 2004
- 『ユピーがっこうへいく』（ピエール・プロブスト、BL出版、カロリーヌプチえほん） 2004
- 『ボビーとともだちグリゼット』（ピエール・プロブスト、BL出版、カロリーヌプチえほん） 2004
- 『プフとユピーのボクシング』（ピエール・プロブスト、BL出版、カロリーヌプチえほん） 2004
- 『ピポはりっぱなひつじかい』（ピエール・プロブスト、BL出版、カロリーヌプチえほん） 2004
- 『プフとノワローのいえづくり』（ピエール・プロブスト、BL出版、カロリーヌプチえほん） 2004
- 『カロリーヌとユピーうみへいく』（ピエール・プロブスト、BL出版、カロリーヌプチえほん） 2004
- 『ユピーどうぶつえんへいく』（ピエール・プロブスト、BL出版、カロリーヌプチえほん） 2004
- 『ボビーとやぎのエグランチーヌ』（ピエール・プロブスト、BL出版、カロリーヌプチえほん） 2004
- 『プフとノワローゆきやまへいく』（ピエール・プロブスト、BL出版、カロリーヌプチえほん） 2004
- 『プフとユピーのクリスマス』（ピエール・プロブスト、BL出版、カロリーヌプチえほん） 2004

### 「きょうもごきげんアポリーヌ」シリーズ
- 『おひるね』（ディディエ・デュフレーヌ、佼成出版社、きょうもごきげんアポリーヌシリーズ 1） 2005.3
- 『ひとりできれるよ』（ディディエ・デュフレーヌ、佼成出版社、きょうもごきげんアポリーヌシリーズ 2） 2005.3
- 『おまるでおしっこ』（ディディエ・デュフレーヌ、佼成出版社、きょうもごきげんアポリーヌシリーズ 3） 2005.3
- 『おいしゃさん』（ディディエ・デュフレーヌ、佼成出版社、きょうもごきげんアポリーヌシリーズ 4） 2005.4
- 『じどうしゃ』（ディディエ・デュフレーヌ、佼成出版社、きょうもごきげんアポリーヌシリーズ 5） 2005.4

### ドン・フリーマン
- 『とんでとんでサンフランシスコ』（ドン・フリーマン、BL出版） 2005.8
- 『子リスのアール』（ドン・フリーマン、BL出版） 2006.11
- 『機関車シュッポと青いしんがり貨車』（リディア&ドン・フリーマン、BL出版） 2007.12
- 『オペラハウスのなかまたち』（リディア&ドン・フリーマン、BL出版） 2008.10
- 『門ばんネズミのノーマン』（ドン・フリーマン、BL出版） 2008.12